# Дніпрянська селищна рада
Дніпря́нська се́лищна ра́да — орган місцевого самоврядування у складі Новокаховської міської ради Херсонської області. Адміністративний центр — селище Дніпряни.

## Загальні відомості
- Дніпрянська селищна рада утворена в 1956 році.
- 05.02.1965 Указом Президії Верховної Ради Української РСР передано Дніпрянську селищну Раду Каховського району в підпорядкування Новокаховській міській Раді.[1]
- Територія ради: 45,2 км²
- Населення ради: 6 909 осіб (станом на 2001 рік)
- Територією ради протікає річка Дніпро.

## Населені пункти
Селищній раді підпорядковані населені пункти:
- селище Дніпряни
- с. Корсунка
- с. Нові Лагері
- с. Піщане

## Склад ради
Рада складається з 30 депутатів та голови.

### Керівний склад попередніх скликань
| ПІБ                       | Основні відомості                                   | Дата обрання | Дата звільнення |
| ------------------------- | --------------------------------------------------- | ------------ | --------------- |
| Метлюх Іван Карпович      | Селищний голова, 1949 року народження, освіта вища  | 26.06.1994   | 02.01.2001      |
| Пашкевич Роман Вікторович | Селищний голова, 1982 року народження, безпартійний | 26.03.2006   | 31.10.2010      |

Примітка: таблиця складена за даними джерела

### Депутати
За результатами місцевих виборів 2010 року депутатами ради стали:

#### За суб'єктами висування
| Суб'єкт висування                                       | Кількість обраних депутатів | %    |
| ------------------------------------------------------- | --------------------------- | ---- |
| Партія регіонів                                         | 10                          | 33,3 |
| Самовисування                                           | 10                          | 33,3 |
| Комуністична партія України                             | 4                           | 13,3 |
| Народна партія                                          | 4                           | 13,3 |
| Політична партія Всеукраїнське об'єднання «Батьківщина» | 2                           | 6,7  |

#### За округами
| № округу                                                | Прізвище, ім'я, по батькові      | Дата визнання обраним | Освіта         | Партійна приналежність                        | Відомості про обраного депутата                                            |
| ------------------------------------------------------- | -------------------------------- | --------------------- | -------------- | --------------------------------------------- | -------------------------------------------------------------------------- |
| Комуністична партія України                             |                                  |                       |                |                                               |                                                                            |
| 14                                                      | Мельниченко Тетяна Степанівна    | 02.11.2010            | Освіта середня | член Комуністичної партії України             | Дніпрянська загальноосвітня школа, технічний працівник                     |
| 17                                                      | Міхно Світлана Леонідівна        | 02.11.2010            | Освіта вища    | член Комуністичної партії України             | Дніпрянська загальноосвітня школа, технічний працівник                     |
| 28                                                      | Бондаренко Іван Сергійович       | 02.11.2010            | Освіта середня | член Комуністичної партії України             | пенсіонер                                                                  |
| 29                                                      | Крисов Анатолій Вікторович       | 02.11.2010            | Освіта середня | член Комуністичної партії України             | НКМЗ, машиніст холодильних установок                                       |
| Народна Партія                                          |                                  |                       |                |                                               |                                                                            |
| 24                                                      | Коваленко Юрій Олександрович     | 02.11.2010            | Освіта середня | член Народної партії                          | ДП «Дніпрянська аграрна фірма імені начдива Солодухіна», комірник          |
| 25                                                      | Єфремова Олена Геннадіївна       | 02.11.2010            | Освіта середня | член Народної партії                          | Косунський клуб, завідувач                                                 |
| 26                                                      | Пишко Антоніна Георгівна         | 02.11.2010            | Освіта середня | член Народної партії                          | Корсунська загальноосвітня школа, вихователь                               |
| 27                                                      | Похалюк Олена Олексіївна         | 02.11.2010            | Освіта вища    | член Народної партії                          | Корсунська загальноосвітня школа, заступник директора                      |
| Партія регіонів                                         |                                  |                       |                |                                               |                                                                            |
| 1                                                       | Молчанова Анна Володимирівна     | 02.11.2010            | Освіта вища    | позапартійна                                  | КЗ ХОР «Дніпрянський дитячий будинок», юрисконсульт                        |
| 3                                                       | Веселий Сергій Вікторович        | 02.11.2010            | Освіта середня | позапартійний                                 | пенсіонер                                                                  |
| 4                                                       | Гапоненко Артем Юрійович         | 02.11.2010            | Освіта середня | позапартійний                                 | фізична особа-підприємець                                                  |
| 7                                                       | Помазнюк Любов Пилипівна         | 02.11.2010            | Освіта середня | позапартійна                                  | пенсіонер                                                                  |
| 12                                                      | Михайленко Віталій Олександрович | 02.11.2010            | Освіта вища    | позапартійний                                 | ТОВ «Піонер новітніх технологій», механік                                  |
| 15                                                      | Чиньоний Сергій Борисович        | 02.11.2010            | Освіта середня | позапартійний                                 | фізична особа-підприємець                                                  |
| 16                                                      | Архіпов Сергій Іванович          | 02.11.2010            | Освіта середня | позапартійний                                 | ДП «Таврія-2», охоронець                                                   |
| 20                                                      | Чиньона Ганна Вікторівна         | 02.11.2010            | Освіта середня | позапартійна                                  | фізична особа-підприємець                                                  |
| 21                                                      | Демченко Ольга Олександрівна     | 02.11.2010            | Освіта середня | позапартійна                                  | фізична особа-підприємець                                                  |
| 22                                                      | Вербовський Ігор Михайлович      | 02.11.2010            | Освіта середня | позапартійний                                 | ДП «Дніпрянська аграрна фірма імені начдива Солодухіна», головний електрик |
| Політична партія Всеукраїнське об'єднання «Батьківщина» |                                  |                       |                |                                               |                                                                            |
| 10                                                      | Гераськова Людмила Петрівна      | 02.11.2010            | Освіта вища    | член Всеукраїнського об'єднання «Батьківщина» | Дніпрянська селищна рада, секретар                                         |
| 11                                                      | Фасій Світлана Володимирівна     | 02.11.2010            | Освіта вища    | член Всеукраїнського об'єднання «Батьківщина» | Дніпрянська загальноосвітня школа, вчитель                                 |
| Самовисування                                           |                                  |                       |                |                                               |                                                                            |
| 2                                                       | Бойчук Оксана Леонідівна         | 02.11.2010            | Освіта вища    | позапартійна                                  | загальноосвітня школа № 6, вчитель                                         |
| 5                                                       | Гаркуша Віктор Анатолійович      | 02.11.2010            | Освіта вища    | позапартійний                                 | Дніпрянська загальноосвітня школа, викладач                                |
| 6                                                       | Таран Сергій Володимирович       | 02.11.2010            | Освіта середня | позапартійний                                 | ДП «Таврія-2», охоронець                                                   |
| 8                                                       | Кузнєцова Олена Геннадіївна      | 02.11.2010            | Освіта вища    | позапартійна                                  | тимчасово не працює                                                        |
| 9                                                       | Капуста Віктор Михайлович        | 02.11.2010            | Освіта середня | позапартійний                                 | пенсіонер                                                                  |
| 13                                                      | Штукун Лариса Олександрівна      | 02.11.2010            | Освіта вища    | позапартійна                                  | Терцентр управління праці Новокаховської міської ради, завідувачка відділу |
| 18                                                      | Ліщук Антоніна Олексіївна        | 02.11.2010            | Освіта середня | позапартійна                                  | Дніпрянський дошкільний заклад, завідувач                                  |
| 19                                                      | Ліфінцев Едуард Сергійович       | 02.11.2010            | Освіта вища    | позапартійний                                 | пенсіонер                                                                  |
| 23                                                      | Дудніченко Антоніна Анатолівна   | 02.11.2010            | Освіта середня | член Народної партії                          | Корсунська сільська бібліотека, завідувачка                                |
| 30                                                      | Левченко Ганна Олексіївна        | 11.11.2012            | Освіта середня | член Партії регіонів                          | пенсіонерка                                                                |